# Kaibu
Kaibu je ostrov Fidžijského souostroví Lau. Spolu s ostrovem Yacata, odděleným od Kaibu lagunou, tvoří 22,4 km dlouhý pás. Ostrov leží 56 km západně od Vanua Balavu. Ostrov je v soukromém vlastnictví. Rybaření, potápění a ostatní vodní sporty jsou hlavním lákadlem turistů.